# Albert Wohlstetter
Albert James Wohlstetter (19 de diciembre de 1913 - 10 de enero de 1997) fue un estratega nuclear, influyente durante la Guerra Fría. Recibió la Medalla Presidencial de la Libertad de Ronald Reagan el 7 de noviembre de 1985.

## Vida temprana y educación
Albert Wohlstetter nació el 19 de diciembre de 1913, hijo de Philip Wohlstetter y Nellie (de soltera Friedman).
Los Wohlstetter vivían en Washington Heights en Manhattan. En 1912, Philip Wohlstetter estableció una compañía de fonógrafos, cuya fábrica se convirtió en una fábrica de guerra durante la Primera Guerra Mundial.
Wohlstetter se matriculó en el City College de Nueva York en 1931 con una beca de baile, y se graduó en 1934. En ese tiempo, se involucró con la política radical, y fue miembro de un grupo trotskista a mediados de los 1930. Wohlstetter se matriculó en la Escuela de Derecho Columbia en 1934. Allí conoció a su esposa. Le aburrió sus tareas, y por eso decidió estudiar el lógico matemático y la filosofía de ciencia.
Recibió una maestría en junio de 1937. Desde 1941 hasta 1942, fue un asociado de investigaciones en la Oficina Nacional de Investigaciones Económicas.
Abandonó la Universidad Columbia cuando estalló la Segunda Guerra Mundial, y empezó a trabajar para el gobierno estadounidense en los planes para la guerra, y, por eso, nunca recibió un doctorado.

## Carrera temprana
Durante la Segunda Guerra Mundial, Wohlstetter trabajó en problemas de producción bélica. El Comité de Planificación de la Junta de Producción de Guerra lo contrató.
Tras la guerra, Wohlstetter brevemente trabajó en negocios en Nueva York. Se mudó de vuelta a Washington, D.C. para servir como Director de Programas para la Agencia Nacional de Alojamiento (USHA) en 1946 y 1947. Wohlstetter trabajó para implementar los principios de edificios modulares a los domicilios.

## Corporación RAND
A instancias de su esposa, una empleada, la Corporación RAND contrató a Wohlstetter como consultor para el Departamento de Matemáticas.
Wohlstetter permaneció como consultor por unos años, y en el verano de 1953 fue ascendido a ser parte del personal permanente.
En RAND, investigó cómo colocar y operar las fuerzas nucleares estadounidenses para disuadir formas de agresión de los soviéticos en una manera creíble, económica, y controlable.
Su obra de 1958 'The Delicate Balance of Terror' (en español: "El equilibro delicado del Terror") influyó la formación del pensamiento de la política exterior del sistema de Washington, especialmente su enfoque de la amenaza de un ataque soviético.
La relación entre Wohlstetter y el estratega de RAND Bernard Brodie se volvió más agria, y en 1963, Brodie acusó a Wohlstetter de una violación de seguridad y de fraude financiero. Alegó que Wohlstetter había filtrado un borrador de RAND a un empleado del Secretario de Estado Subasistente para Asuntos de Seguridad Internacional. Brodie también alegó que Wohlstetter era extravagante cuando se congraciaba a clientes y colegas con fondos de RAND. Wohlstetter se defendió por decir que el documento sólo tenía una clasificación baja, pero el director de RAND exigió su renuncia. Wohlstetter se negó y el director lo despidió, pero dejó que Wohlstetter se quedara hasta que encontrase otro empleo.

## Universidad de Chicago
A instancias de Hans Morgenthau y con la ayuda de este, Wohlstetter consiguió una posición como profesor de la ciencia política en la Universidad de Chicago.
En los 1960 y 1970, expandió el ámbito de sus investigaciones para incluir la política de alianzas, y la no proliferación nuclear, la defensa de misiles balísticos, la innovación de la tecnología militar, competiciones militares en la paz, y el potencial económico y militar de la energía nuclear civil.
En la década de los ochenta, Wohlstetter criticó con frecuencia a quienes propugnaban la Destrucción Mutua Asegurada, quienes defendían que había que apuntar las armas hacia ciudadanos y ciudades en lugar de hacia los efectivos militares.
Wohlstetter y su esposa Roberta Wohlstetter aconsejaron a administraciones tanto demócratas como republicanas, y aconsejó a John F. Kennedy durante la Crisis de los misiles en Cuba en 1962.  Recibieron la Medalla Presidencial de la Libertad de Ronald Reagan el 7 de noviembre de 1985.

La Comisión sobre Estrategia Integrada de a Largo Plazo (incluyendo a Wohlstetter) se reúne con el presidente Ronald Reagan para discutir su reporte.

A lo largo de su carrera, Wohlstetter también enseñó en la Universidad de California en Los Ángeles y la Universidad de California en Berkeley en los años sesenta. Desde 1964 hasta 1980, enseñó en el departamento de la ciencia política de la Universidad de Chicago. Es considerado una influencia sobre muchos miembros del movimiento neoconservador.

## Muerte
El 10 de enero de 1997, se murió a casa en Los Ángeles.
Se celebró un servicio conmemorativo en la oficina de RAND y un mes más tarde el Senador Jon Kyl celebró un breve recuerdo en el Senado. Albert Wohlstetter está enterrado en el Cementerio Westwood Village Memorial Park en Los Ángeles. 

## Premios

President Ronald Reagan presents Albert y Roberta Wohlstetter y Paul Nitze con la Medalla Presidencial de la Libertad. Foto de Peter J. Souza, por cortesía de laBiblioteca y Museo Presidencial de Ronald Reagan.

Dos veces ganó la Medalla del Departamento de Defensa para el Servicio Público Distinguido en 1965 y 1976. Fue el primer ganador no empleado por el Departamento de Defensa, y la primera persona en ganarla dos veces.
El 7 de noviembre de 1985, el presidente Ronald Reagan premió a Wohlstetter, su esposa, y Paul Nitze con la Medalla Presidencial de la Libertad.

### Obras por Wohlstetter
Reportes gubernamentales y de institutos de investigaciones
- Wohlstetter, Albert J.; Hoffman, Fred S.; Lutz, R. J.; Rowen, Henry S. (April 1954), R-266: Selection and Use of Strategic Air Bases, Santa Monica, Calif.: The RAND Corporation.
- Wohlstetter, Albert J.; Hoffman, Fred S.; Rowen, Henry S. (1 de septiembre de 1956), R-290: Protecting U.S. Power to Strike Back in the 1950s and 1960s, Santa Monica, Calif.: The RAND Corporation.
- Wohlstetter, Albert (6 de noviembre de 1958), P-1472: The Delicate Balance of Terror (Revised December 1958 edición), Santa Monica, Calif.: RAND.
- Wohlstetter, Albert; Rowen, Henry (1 de mayo de 1959), RM-2373: Objectives of the United States Military Posture, Santa Monica, Calif.: The RAND Corporation.
- Dean, Acheson (March 1961), A Review of North Atlantic Problems for the Future, Papers of John F. Kennedy. Presidential Papers. National Security Files. Meetings and Memoranda. John F. Kennedy Presidential Library and Museum, JFKNSF-329-015, consultado el 29 de marzo de 2017.
- Wohlstetter, Albert; Coleman, Sinclair (October 1970), Race Differences in Income: A Report Prepared for the Office of Economic Opportunity (R-578-OEO), Santa Monica, Calif.: The Rand Corporation.
- Wohlstetter, Albert; Brown, Thomas; Jones, Gregory; McGarvey, David; Raab, Robert; Steiner, Arthur; Wohlstetter, Roberta; Wurtele, Zivia (14 de enero de 1975), The Strategic Competition: Perceptions and Response; Final Report for the Director of Defense Research and Engineering (Net Technical Assessment), Los Angeles, Calif.: PAN Heuristics, DAHC 15-73-C-0137.
- Paolucci, D.A. (7 de febrero de 1975), Summary Report of the Long Range Research and Development Planning Program, Defense Advanced Research Projects Agency and Defense Nuclear Agency, DNA-75-03055.
- Commission on Integrated Long-Term Strategy (January 1988), Discriminate Deterrence: Report of the Commission on Integrated Long-Term Strategy, Washington, D.C.: United States Government Printing Office, OCLC 614499698.

Ensayos
- Wohlstetter, Albert (April 1936). «The Structure of the Proposition and the Fact». Philosophy of Science 3 (2): 167-184. doi:10.1086/286411.
- Wohlstetter, Albert; White, Morton Gabriel (Fall 1939). «Who Are the Friends of Semantics?». Partisan Review 6 (5): 50-57.
- Wohlstetter, Albert (January 1959). «The Delicate Balance of Terror». Foreign Affairs 37 (2): 211-234. doi:10.2307/20029345.
- Wohlstetter, Albert (April 1961). «Nuclear Sharing: NATO and the N+1 Country». Foreign Affairs 39 (3): 355-387. doi:10.2307/20029495.
- Wohlstetter, Albert (April 1963). «Scientists, Seers and Strategy». Foreign Affairs 41 (3): 466-478. doi:10.2307/20029633.
- Wohlstetter, Albert (1964). «Analysis and Design of Conflict Systems».  En Quade, Edward S., ed. Analysis for Military Decisions. Chicago, Ill.: Rand McNally & Co. pp. 103-148. OCLC 299738722.
- Wohlstetter, Albert (1964). «Strategy and the Natural Scientists».  En Gilpin, ed. Scientists and National Policy-Making. Columbia University Press. pp. 174-239. OCLC 769999212.
- Wohlstetter, Albert; Wohlstetter, Roberta (April 1965), Controlling the Risks in Cuba, Adelphi Papers 5 (17), London: Institute for Strategic Studies, doi:10.1080/05679326508457156.
- Wohlstetter, Albert (January 1968). «Illusions of Distance». Foreign Affairs 46 (2): 242-255. doi:10.2307/20039298.
- Wohlstetter, Albert (September 1968). «Theory and Opposed-Systems Design». The Journal of Conflict Resolution 12 (3): 302-331. doi:10.1177/002200276801200303.
- Wohlstetter, Albert (Summer 1974). «Is There a Strategic Arms Race?». Foreign Policy (15): 3-20. doi:10.2307/1147927.
- Wohlstetter, Albert (Autumn 1974). «Is There a Strategic Arms Race? (II): Rivals but No "Race"». Foreign Policy (16): 48-92. doi:10.2307/1147844.
- Wohlstetter, Albert (24 de septiembre de 1974). «Clocking the Strategic Arms Race». New York.
- Wohlstetter, Albert (Fall 1974). «Legends of the Strategic Arms Race, Part I: The Driving Engine». Strategic Review 2 (1): 67-92.
- Wohlstetter, Albert (Autumn 1975). «Optimal Ways to Confuse Ourselves». Foreign Policy (20): 170-198. doi:10.2307/1148133.
- Wohlstetter, Albert (Winter 1975). «Legends of the Strategic Arms Race, Part II: The Uncontrolled Upward Spiral». Strategic Review 3 (1): 71-86.
- Wohlstetter, Albert (Summer–Autumn 1976). «Racing Forward? Or Ambling Back?». Survey 22 (3/4): 163-217.
- Wohlstetter, Albert (June 1983). «Bishops, Statesmen, and Other Strategists on the Bombing of Innocents». Commentary 75 (6): 15-35.
- Wohlstetter, Albert (Summer 1985). «Between an Unfree World and None: Increasing Our Choices». Foreign Affairs 63 (5): 962-994. doi:10.2307/20042364.
- Wohlstetter, Albert (1987). «Political and Military Aims of Offensive and Defensive Innovation».  En Hoffman, ed. Swords and Shields: NATO, The USSR, and New Choices for Long-Range Offense and Defense. Lexington, Mass.: Lexington Books. pp. 3–36. ISBN 0-669-14249-2.
- Brzezinski, Zbigniew (24 de febrero de 1988). «Discriminate Deterrence Would Not Leave Europe Dangling».
- Wohlstetter, Albert (Fall–Winter 1988). «Overseas Reactions to Discriminate Deterrence». Atlantic Community Quarterly 26 (3): 234-269.
- Wohlstetter, Albert; Prowse, Stephen (1988), «Stability in a World with More than Two Countries», Beyond START? (Policy Paper No. 7), La Jolla, Calif.: University of California Institute on Global Conflict and Cooperation (IGCC), pp. 46-54.

Entrevistas
- . (Entrevista). Falta el |título= (ayuda)
- . (Entrevista). Falta el |título= (ayuda)
- . (Entrevista). Falta el |título= (ayuda)

Obras coleccionadas
- Zarate, Robert, ed. (2009). Nuclear Heuristics: Selected Writings of Albert and Roberta Wohlstetter. With commentaries by Henry S. Rowen, Alain C. Enthoven, Richard Perle, Stephen J. Lukasik and Andrew W. Marshall. Carlisle, Pa.: Strategic Studies Institute. ISBN 1-58487-370-1.